# じょうぎ座ガンマ2星
じょうぎ座γ2星（英語: Gamma2 Normae）は、南半球のじょうぎ座で最も明るい恒星。視等級は4.02等で、やや暗いが肉眼でも観望する事ができる。地球から観測した年周視差の大きさは25.33ミリ秒で、この恒星は地球から129光年離れている。視線速度は-29km/sで、太陽に向かって接近している。
スペクトル分類K0III型の進化した橙色巨星で、太陽の約10倍まで膨張しており、質量は2.16倍である。ただし、イリノイ大学のJim Kalerは銀河系内の星間雲による星間減光を考慮すると、大きさは太陽の12倍あるともしている。水平分枝にあるレッドクランプの恒星で、これは中心部でヘリウムによる核融合反応によってエネルギーが生成されている段階にあることを意味している。じょうぎ座γ2星は、膨張した光球から太陽の51倍の光度を放射しており、表面の有効温度は4,699K（4,426℃）とされている。
じょうぎ座γ2星は非常に接近している二重星で、10等級の伴星を持っている。この2つの恒星は、以前は連星系であるとされていたが、宇宙望遠鏡ガイアの観測によって作られた第2版リリースデータでは、互いの恒星が遥か遠くに離れている事が示された。一方で、じょうぎ座γ2星から約20秒離れた位置に見える、表面温度が5,972K（5,699℃）の16等級の恒星が、じょうぎ座γ2星とほぼ同じ年周視差と固有運動を示している。
天球上ではすぐ傍に黄色超巨星のじょうぎ座γ1星があるが、地球からは遥か遠方にあり、視等級もやや暗い。